# Keren
Keren (dawniej Cheren) – miasto w północnej Erytrei, na płaskowyżu, na wysokości 1372 m; liczy 87 tys. mieszkańców (2006). Stolica regionu Anseba. Trzecie co do wielkości miasto kraju. Ośrodek handlowo-usługowy regionu sadowniczo-warzywnego oraz hodowli zwierząt; olejarnie; młyny zbożowe, ważny węzeł drogowy; nad przełęczą Dongolaas fort z XIX wieku.
Przełęcz na zachód od miasta była w roku 1941 miejscem zaciętej bitwy wojsk włoskich z korpusem brytyjsko-hindusko-francuskim, w której poległo blisko 9000 ludzi.

## Miasta partnerskie
- Trondheim